# Macroptilium arenarium
Macroptilium arenarium là một loài thực vật có hoa trong họ Đậu. Loài này được (Bacigalupo) S.I. Drewes & R.A. Palacios miêu tả khoa học đầu tiên.